# تشارلز بورنس (رسام كارتون)
تشارلز بورنس (بالإنجليزية: Charles Burns)‏ (27 سبتمبر 1955، واشنطن العاصمة في الولايات المتحدة)؛مخرج أفلام، رسام كارتون وروائي أمريكي. درس في جامعة كاليفورنيا.

## روابط خارجية
- تشارلز بورنس على موقع IMDb (الإنجليزية)
- تشارلز بورنس على موقع ألو سيني (الفرنسية)
- تشارلز بورنس على موقع أول موفي (الإنجليزية)
- تشارلز بورنس على موقع إن إن دي بي (الإنجليزية)
- تشارلز بورنس على موقع قاعدة بيانات الفيلم (الإنجليزية)
- تشارلز بورنس على موقع كينوبويسك (الروسية)